# Santa Maria della Scala (Kardinalstitel)
Der Kardinalstitel eines Kardinaldiakons von Santa Maria della Scala (lat. Diaconia Sanctae Mariae Scalaris) wurde von Papst Alexander VII. 1664 an der gleichnamigen Kirche neu geschaffen, um den 1661 aufgehobenen Titel des Kardinaldiakons von Santa Maria Nuova zu ersetzen. Kardinaldiakon ist seit 19. November 2016 Ernest Kardinal Simoni, der seine Titelkirche am 11. Februar 2017 in Besitz nahm.

## Geschichte
Mit der Wiedereinsetzung des Titels hat Johannes Paul II. die Anzahl der Kardinalstitel weiter vergrößert.
Der frühere Titel eines Kardinalpriesters war von Papst Leo X. am 6. Juli 1517 errichtet worden, nachdem er beim Konsistorium vom 1. Juli 1517 die Anzahl der Kardinäle erheblich vergrößert hatte. Papst Innozenz XI. hob den Titel am 5. Oktober 1654 wieder auf und übertrug ihn auf Sant’Agnese fuori le mura.

## Titelinhaber

### Aktueller Kardinaldiakon
| Name              | Land     | Geboren       | Alter 1 | Ernennung 2   | durch Papst | Anmerkungen                                                                         |
| ----------------- | -------- | ------------- | ------- | ------------- | ----------- | ----------------------------------------------------------------------------------- |
| Ernest Simoni OFM | Albanien | 18. Okt. 1928 | 96      | 19. Nov. 2016 | Franziskus  | Bei Kreierung bereits über 80 Jahre Befreiung von der sonst obligaten Bischofsweihe |

### Bisherige Kardinaldiakone
Erster Titelinhaber war Paolo Savelli (* 1622; † 1685), den Papst Alexander VII. im Rahmen des Konsistoriums vom 14. Jan. 1664 zum Kardinal kreiert hatte.
| Name                                     | Land        | Geboren       | Verstorben    | Ernennung     | durch Papst       | Anmerkungen                                                                                        |
| ---------------------------------------- | ----------- | ------------- | ------------- | ------------- | ----------------- | -------------------------------------------------------------------------------------------------- |
| vakant                                   |             |               |               |               |                   | 2013–2016                                                                                          |
| Stanisław Nagy SCJ                       | Polen       | 30. Sep. 1921 | 5. Jun. 2013  | 21. Okt. 2003 | Johannes Paul II. | Bei Kreierung bereits über 80 Jahre                                                                |
| Nguyên Van Thuân, François-Xavier        | Vietnam     | 17. Apr. 1928 | 16. Sep. 2002 | 21. Feb. 2001 | Johannes Paul II. | |
| Oviedo Cavada, Carlos OdeM               | Chile       | 19. Jan. 1927 | 7. Dez. 1998  | 26. Nov. 1994 | Johannes Paul II. | Kardinalpriester pro illa vice Erzbischof von Santiago de Chile                                    |
| vakant                                   |             |               |               |               |                   | 1976–1994                                                                                          |
| Julius August Döpfner                    | Deutschland | 26. Aug. 1913 | 24. Jul. 1976 | 15. Dez. 1958 | Johannes XXIII.   | Kardinalpriester pro illa vice Erzbischof von München und Freising                                 |
| Caro Rodríguez, José María               | Chile       | 23. Jun. 1866 | 4. Dez. 1958  | 18. Feb. 1946 | Pius XII.         | Kardinalpriester pro illa vice Erzbischof von Santiago de Chile                                    |
| vakant                                   |             |               |               |               |                   | 1938–1946                                                                                          |
| Camillo Laurenti                         | Italien     | 20. Nov. 1861 | 6. Sep. 1938  | 13. Jun. 1921 | Benedikt XV.      | Präfekt der Ritenkongregation Durch Papst Pius XI. ab 16. Dez. 1935 Kardinalpriester pro illa vice |
| vakant                                   |             |               |               |               |                   | (1916–1921)                                                                                        |
| Girolamo Maria Gotti OCD                 | Italien     | 29. Mär. 1834 | 16. Mär. 1916 | 29. Nov. 1895 | Leo XIII.         | Präfekt der Kongregation für die Verbreitung des Glaubens                                          |
| Augusto Theodoli                         | Italien     | 18. Sep. 1819 | 26. Jun. 1892 | 7. Jun. 1886  | Leo XIII.         | Priesterweihe unklar                                                                               |
| Pietro Lasagni                           | Italien     | 15. Jun. 1814 | 19. Apr. 1885 | 13. Dez. 1880 | Leo XIII.         | Kreiert in pectore – veröffentlicht beim Konsistorium vom 27. Mär. 1882                            |
| Prospero Caterini                        | Italien     | 15. Okt. 1795 | 28. Okt. 1881 | 7. Mär. 1853  | Pius IX.          | Ab 1876 in commendam                                                                               |
| vakant                                   |             |               |               |               |                   | 1844–1853                                                                                          |
| Orsi Mangelli, Paolo                     | Italien     | 30. Okt. 1762 | 4. Mär. 1846  | 27. Jan. 1843 | Gregor XVI.       | 1844 Wechsel zur Titeldiakonie Santa Maria in Cosmedin                                             |
| vakant                                   |             |               |               |               |                   | 1823–1843                                                                                          |
| Borbón y Vallabriga, Luis María de       | Spanien     | 22. Mai 1777  | 19. Mär. 1823 | 20. Okt. 1800 | Pius VII.         | |
| vakant                                   |             |               |               |               |                   | 1790–1800                                                                                          |
| Filippo Campanelli                       | Italien     | 1. Mai 1739   | 18. Feb. 1795 | 30. Mär. 1789 | Pius VI.          | 1790 Wechsel zur Titeldiakonie Sant’Angelo in Pescheria                                            |
| Gregorio Antonio Maria Salviati          | Italien     | 12. Dez. 1727 | 5. Aug. 1794  | 23. Jun. 1777 | Pius VI.          | 1780 Wechsel zur Titeldiakonie Santa Maria in Cosmedin                                             |
| vakant                                   |             |               |               |               |                   | 1773–1777                                                                                          |
| Saverio Canale                           | Italien     | 15. Feb. 1695 | 20. Mär. 1773 | 26. Sep. 1766 | Clemens XIII.     | Priesterweihe unklar                                                                               |
| vakant                                   |             |               |               |               |                   | 1754–1766                                                                                          |
| Borbón y Farnesio, Luis Antonio Jaime de | Spanien     | 25. Jul. 1727 | 7. Aug. 1785  | 19. Dez. 1735 | Clemens XII.      | Laie 1754 Rücktritt vom Kardinalat                                                                 |
| Alessandro Falconieri                    | Italien     | 7. Feb. 1657  | 26. Jan. 1734 | 20. Nov. 1724 | Benedikt XIII.    | Laie Kreiert am 11. Sep. 1724                                                                      |
| vakant                                   |             |               |               |               |                   | 1715–1724                                                                                          |
| Carlo Colonna                            | Italien     | 4. Nov. 1665  | 8. Jul. 1739  | 17. Mai 1706  | Clemens XI.       | 1715 Wechsel zur Titeldiakonie Sant’Angelo in Pescheria                                            |
| vakant                                   |             |               |               |               |                   | 1696–1706                                                                                          |
| Domenico Tarugi                          | Italien     | 1638          | 27. Dez. 1696 | 12. Dez. 1695 | Innozenz XII.     | Bischof von Ferrara                                                                                |
| Este, Rinaldo d’                         | Italien     | 25. Jun. 1655 | 22. Okt. 1737 | 2. Sep. 1686  | Innozenz XI.      | Laie 1694 Rücktritt vom Kardinalat                                                                 |
| Johannes Walter Sluse                    | Belgien     | 14. Jan. 1628 | 16. Jul. 1687 | 2. Sep. 1686  | Innozenz XI.      | |
| vakant                                   |             |               |               |               |                   | 1682–1686                                                                                          |
| Gianfrancesco Ginetti                    | Italien     | 12. Dez. 1626 | 18. Sep. 1691 | 1. Sep. 1681  | Innozenz XI.      | 1682 Wechsel zur Titeldiakonie Sant’Angelo in Pescheria                                            |
| Buonaccorso Buonaccorsi                  | Italien     | 1620          | 18. Apr. 1678 | 19. Mai 1670  | Clemens IX.       | Laie Kreiert beim Konsistorium vom 29. Nov. 1669                                                   |
| Paolo Savelli                            | Italien     | 1622          | 11. Sep. 1685 | 14. Jan. 1664 | Alexander VII.    | 1669 Wechsel zur Titeldiakonie San Giorgio in Velabro                                              |